# Einar Perman
Einar Gustaf Samuel Perman (Stoccolma, 6 ottobre 1893 – Stoccolma, 12 agosto 1976) è stato un medico e collezionista d'arte svedese.

## Biografia
Era figlio di Emil Samuel Perman e di Elin Tekla Maria Sällberg.
Ebbe tre fratelli e due sorelle; si sposò con Gunhild Maria Durling (1901 - 1988).
Perman si laureò in Medicina presso il Istituto Karolinska nel 1920; nello stesso anno divenne professore associato di Anatomia e nel 1924 professore di Chirurgia.
Nel 1932 Perman divenne consulente presso il centro di cura della principessa Lovisa.
Alla fine degli anni sessanta partecipò alla presa di posizione dei medici e degli studenti di Medicina svedesi contro le riviste mediche americane a riguardo dell'abuso dei farmaci stimolanti del sistema nervoso centrale.

## La collezione di Perman
Perman fu importante collezionista d'arte. Nel 1970 parecchie opere in suo possesso furono acquistate dal Metropolitan Museum of Art.
Tra le opere di maggior valore presenti nella sua collezione, ormai dispersa, figuravano 24 disegni di Francesco de' Rossi, detto il Salviati (1510-1563), illustranti oggetti di oreficeria e acquistati a Bologna nel periodo compreso tra le due guerre (1918-1939).
Al Victoria and Albert Museum di Londra è conservato dal 1867 un folto gruppo di disegni, classificati indiscutibilmente come "copie dal Salviati" e rappresentanti per lo più oggetti di oreficeria, considerati da John F. Hayward di origine nordica, realizzati dall'orafo di Anversa Erasmo Hornick.
Sempre l'Hayward ritiene che alcuni dei fogli conservati al Victoria and Albert Museum siano delle copie di alcuni disegni autentici del Salviati che figuravano nella collezione del Dott. Einar Perman di Stoccolma.
Numerosi disegni di artisti italiani del XVI secolo già appartenuti al Dott. Perman si trovano oggi nei più importanti musei del mondo.

## Opere principali
- Surgical treatment of gastric and duodenal ulcer, Volume 38 di Acta chirurgica Scandinavica: Supplementum, 1935, pagg. 333.
- The so-called dumping syndrome after Gastrectomy, Acta Medica Scandinavica, volume 128, Issue S196, pagg. 361–365, gennaio/dicembre 1947.
- Studies on the Antabuse-alcohol Reaction in Rabbits, Acta physiologica Scandinavica: Supplementum, 1962, ISSN 0302-2994, pagg. 45.